# Tunnel (film)
Ne doit pas être confondu avec Le Tunnel (film).
Pour les articles homonymes, voir Tunnel (homonymie).
Pour plus de détails, voir Fiche technique et Distribution.
Tunnel (hangeul : 터널 ; RR : teoneol) est un thriller sud-coréen écrit et réalisé par Kim Seong-hoon, sorti en 2016. Il s'agit de l'adaptation d'un roman homonyme de So Jae-won.

## Synopsis
Alors qu'il rentre chez lui en voiture, un homme est accidentellement enseveli sous un nouveau tunnel. Alors qu'une tentative de sauvetage d'envergure nationale se met en place, suivie et commentée par les médias, les politiques et les citoyens, l'homme joue sa vie avec le peu de moyens à sa disposition. Survivra-t-il ?

## Fiche technique
- Titre original : 터널
- Titre international : Tunnel
- Réalisation : Kim Seong-hoon
- Scénario : Kim Seong-hoon, d'après le roman homonyme de So Jae-won
- Musique : Mok Yeong-jin[2]
- Direction artistique : Lee Hwo-kyeong
- Photographie : Kim Tae-seong
- Montage : Kim Chang-joo
- Production : Billy Acumen et Lee Taek-dong
- Société de production : Showbox ; Another Sunday, BA Entertainment et History E&M (coproductions)
- Société de distribution : Showbox (Corée du Sud) ; Version Originale / Condor Entertainment (France)
- Pays de production :  Corée du Sud
- Langue originale : coréen
- Format : couleur
- Genre : thriller, catastrophe
- Durée : 126 minutes
- Date de sortie :
  - Corée du Sud : 10 août 2016
  - France : 25 octobre 2016 (Festival du film coréen à Paris)[3] ; 3 mai 2017 (sortie nationale)

## Distribution
- Ha Jeong-woo (VF : Julien Colombet) : Lee Jeong-soo

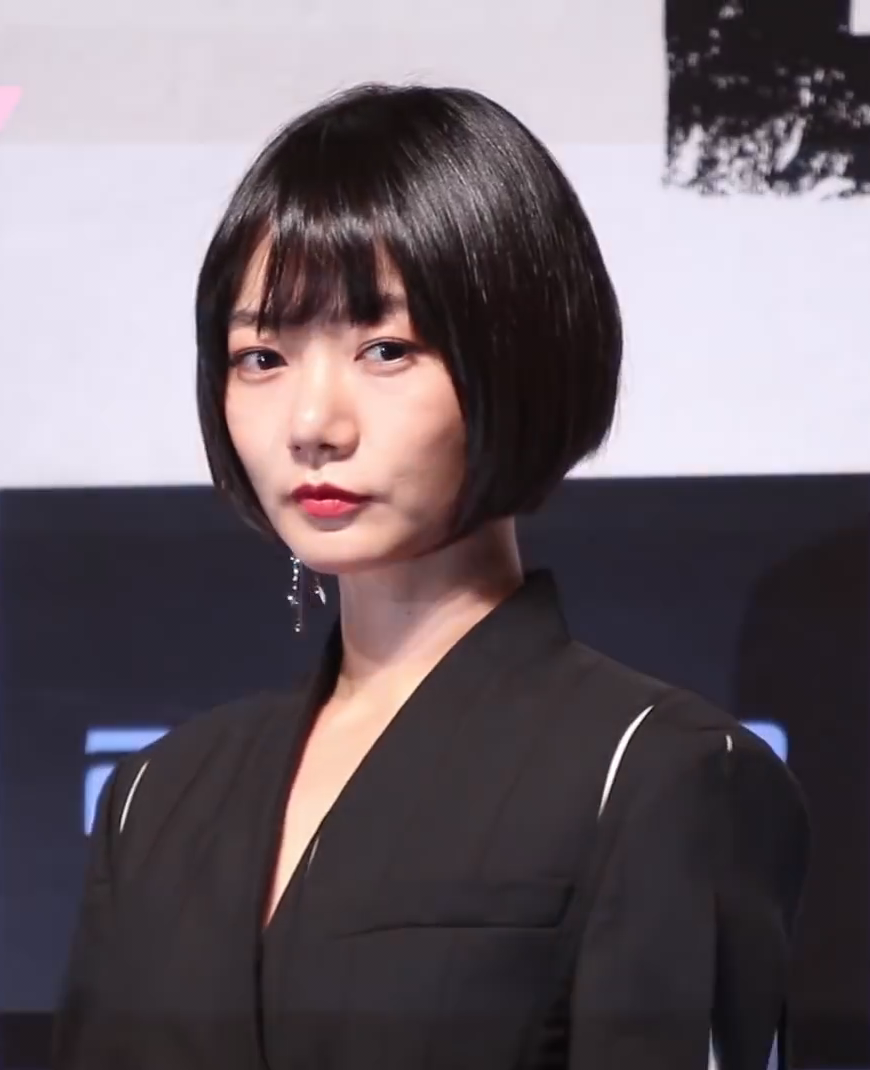
Bae Doona lors de la promotion du film.

- Bae Doona (VF : Stéphanie Souffir) : Se-hyeon, la femme de Jeong-soo
- Oh Dal-soo (VF : Imanuel Nakkache) : Dae-kyeong, le responsable des secours
- Kim Hae-sook : la ministre
- Jeong Seok-yong : le commissaire Choi
- Park Hyeok-kwon : l'officiel du gouvernement
- Nam Ji-hyeon (VF : Naomi Azran) : Mi-na
- Seong Byeong-sook : la mère de Se-hyeon

## Production
En octobre 2014, on apprend que Bae Doona et Ha Jeong-woo sont engagés à interpréter les époux dans le film adapté d'un roman Tunnel (터널) écrit par So Jae-won.
Le tournage a lieu en novembre 2015.

## Accueil

### Accueil critique
L'accueil critique est positif : le site Allociné propose une moyenne de 3,3/5 à partir de l'interprétation des critiques de presse recensées.
Pour Jérémie Couston de Télérama, « Se servir du film de genre pour critiquer la société, telle semble être la spécialité des cinéastes coréens. [...] Après une comédie policière pluvieuse qui dissimulait une violente charge contre les flics corrompus (Hard Day), Kim Seong-hoon revient avec un film catastrophe qui en dit long sur la déliquescence des institutions du pays. [...] Le héros, un honnête père de famille, ne peut qu'assister, impuissant, à l'incompétence des compatriotes qui tentent de lui venir en aide ou, pis, cherchent à tirer profit de l'accident. Secouristes, politiques, entreprises de travaux publics, presse : tout le monde en prend pour son grade dans ce réjouissant jeu de massacre déguisé en film à grand spectacle. ».

### Box-office
- Corée du Sud : 7 millions d'entrées[3]
- France : 76 213 entrées[6]

## Distinctions

### Récompenses
- Festival 2 Valenciennes 2017 : Prix du jury et Prix du public[7]
- Festival international du film fantastique de Bruxelles 2017 : Prix de la Critique

### Sélections
- Festival international du film de Locarno 2016 : sélection « Piazza Grande »[2]
- Festival du film coréen à Paris 2016 : sélection « Cérémonie d'ouverture »[3]
- Festival international du film policier de Beaune 2017 : sélection « Hors-Compétition »[8]